# 782 Turkiestański Batalion Piechoty
782 Turkiestański Batalion Piechoty (niem. Turkestanische Infanterie Bataillon 782, ros. 782-й туркестанский батальон) – oddział wojskowy Wehrmachtu złożony z mieszkańców Azji Środkowej podczas II wojny światowej.

## Historia
Batalion został sformowany 11 lipca 1942 r. w Legionowie. Wchodził formalnie w skład Legionu Turkiestańskiego, ale faktycznie był samodzielnym oddziałem zbrojnym. 14 lipca tego roku przeniesiono go w rejon Radomia, gdzie przeszedł przeszkolenie wojskowe. Następnie trafił na front wschodni. Podlegał niemieckiej 16 Dywizji Zmotoryzowanej, która nacierała na kierunku astrachańskim. Podczas ciężkich walk na stepach kałmuckich batalion poniósł spore straty. Na pocz. 1943 r., w czasie odwrotu wojsk niemieckich z północnego Kaukazu, został wycofany na Krym, skąd w lipcu tego roku przetransportowano go do okupowanej Francji. W listopadzie wszedł w skład nowo formowanego 1 Wschodniomuzułmańskiego Pułku SS.